# Hydrocephalus
Hydrocephalus (oldgræsk: ὑδροκέφαλον, ὕδωρ = vand og κεφαλή = hoved) eller vand i hovedet er en sygdomstilstand, hvor der foreligger forstyrrelser i omsætningen af hjernevæske og hvor hjernens væskehulrum bliver udvidet. Det opstår, når 4. ventrikel mellem lillehjernen (Cerebellum) og hjernestammen (Truncus encephali) bliver forhindret i at lede cerebrospinalvæsken ud via aquaeductus mesencephali, hvilket øger det intrakranielle tryk. Hos børn, hvor kraniet endnu ikke er fuldt udvokset, ses det klinisk som er et forstørret hoved. Medfødt Hydrocephalus forekommer ved 6 ud af 1000 fødsler. Svarende til 300 tilfælde om året i Danmark.